# ヤーコプ・カイプ
ヤーコプ・ヘーリッツゾーン・カイプ（Jacob Gerritz. Cuyp、姓の綴りはCuijpとも、1594年 - 1652年）は、オランダの画家、イラストレーターである。より有名な画家、アルベルト・カイプの父親である。人物画で知られている。

## 略歴
ドルトレヒトで生まれた。父親のヘーリット・ヘーリッツゾーン・カイプ(Gerrit Gerritsz. Cuyp: c.1565-1644)はステンドグラス画家で、異母弟のベンヤミン・カイプ(Benjamin Cuyp: 1612-1652) も画家になった。
1617年にドルトレヒトのギルドに入会し、翌年ユトレヒトの女性と結婚した。ユトレヒトの画家、アブラハム・ブルーマールトの弟子になりヤーコプ・カイプの作品にはブルーマールトの影響が見られるとされる。
1625年には一時、アムステルダムで働いた。1629年から何度か、ドルトレヒトのギルドの役員になった。18世紀初めに画家の伝記を出版したアルノルト・ホウブラーケンによれば、ヤーコプ・カイプは、1642年に画家のJacques de Claeuw(1623-1694)らと、ドルトレヒトのギルドから画家の組合を独立させるのに貢献したとされる。
多くの画家を教えたことでも知られ、弟のベンヤミン・カイプ、息子のアルベルト・カイプやフェルディナント・ボル、ラファエル・ホーフェルツゾーン・カンプホイセン(Rafaël Govertsz Camphuysen)らを教えた。
子供の肖像画などを含む人物画を描いた。

## 作品

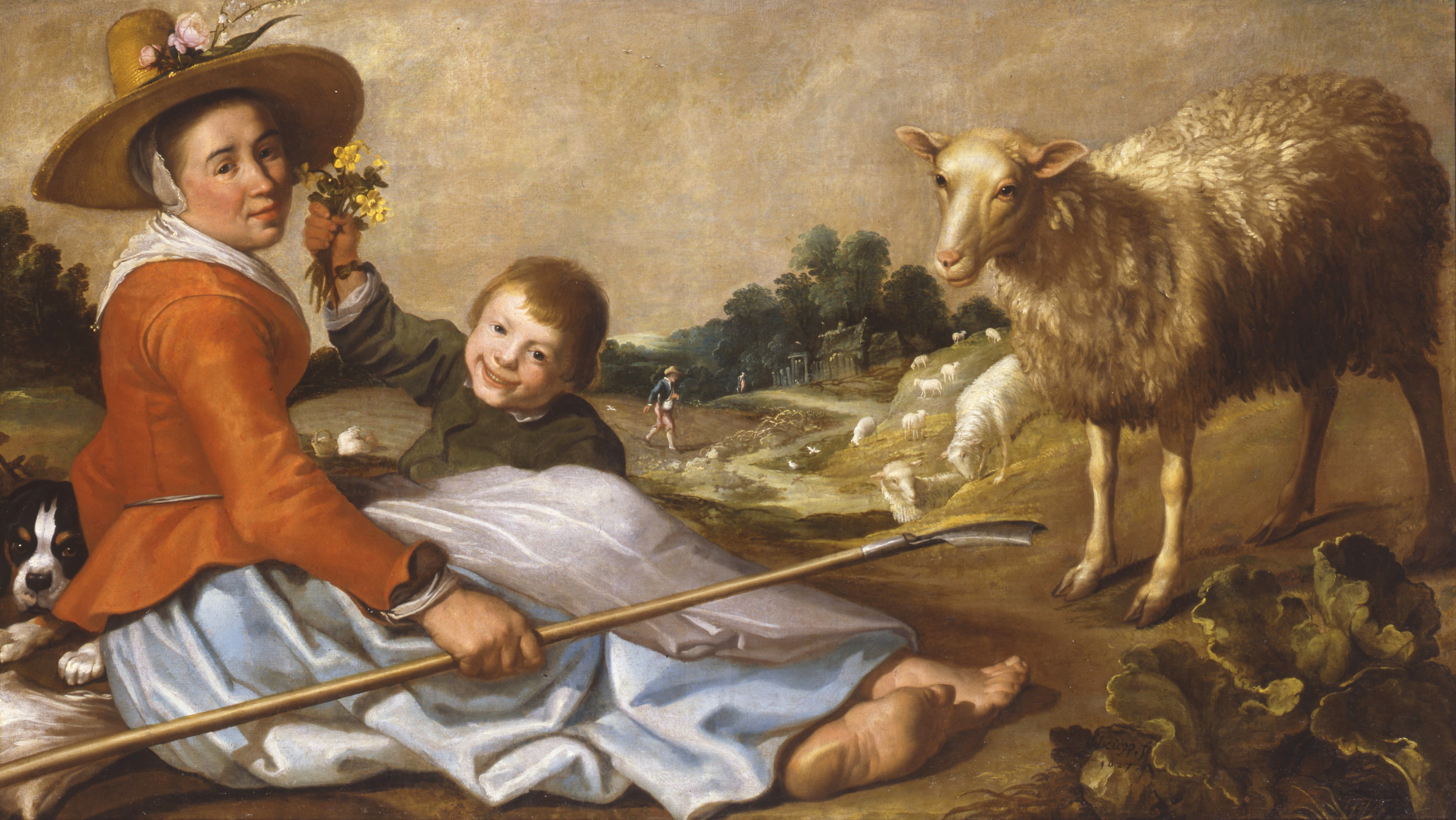
子供と羊飼いのいる風景 (1627)、ドルトレヒト美術館蔵
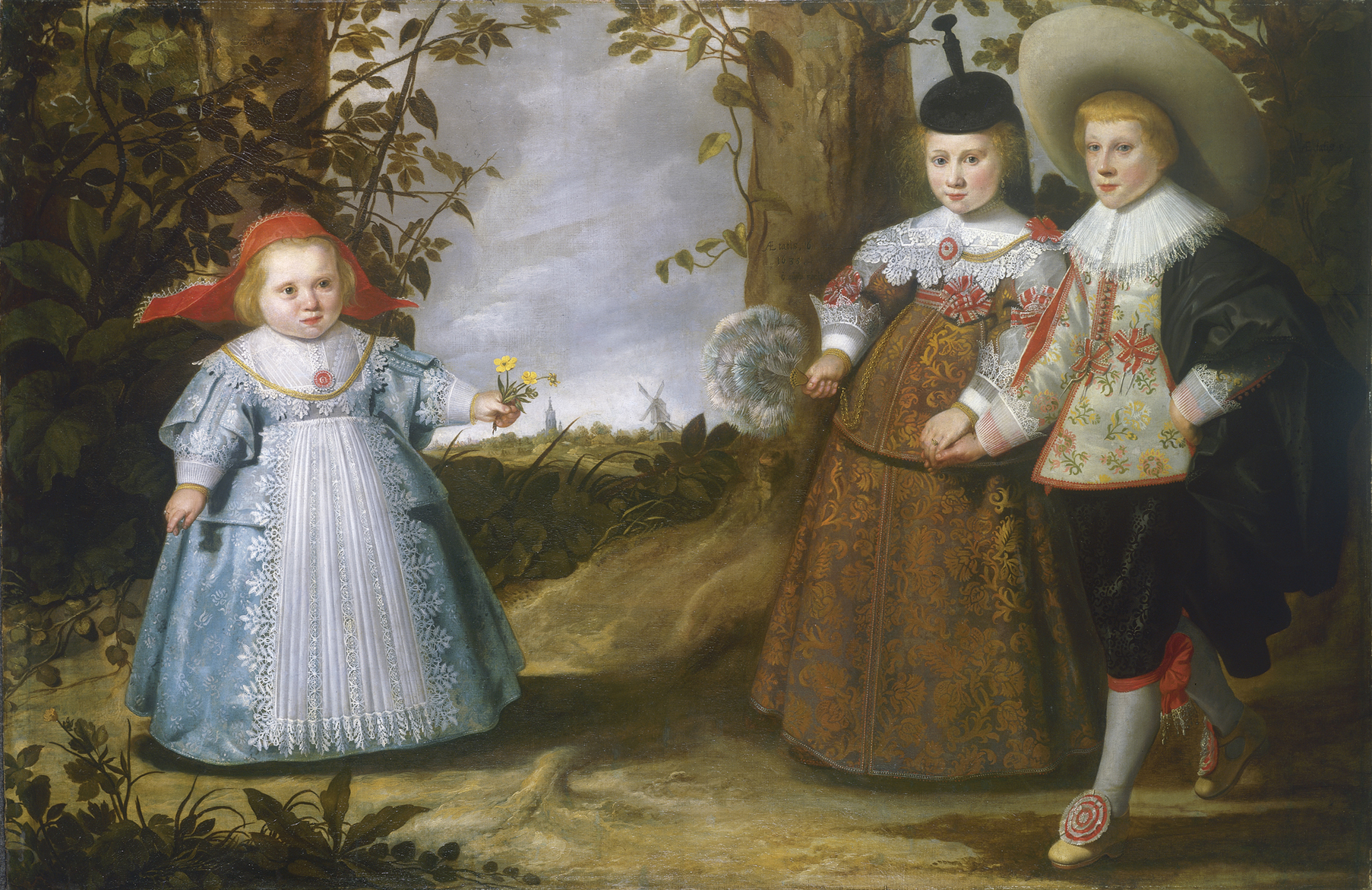
3人の子供のいる風景 (1635)、ドルトレヒト美術館蔵
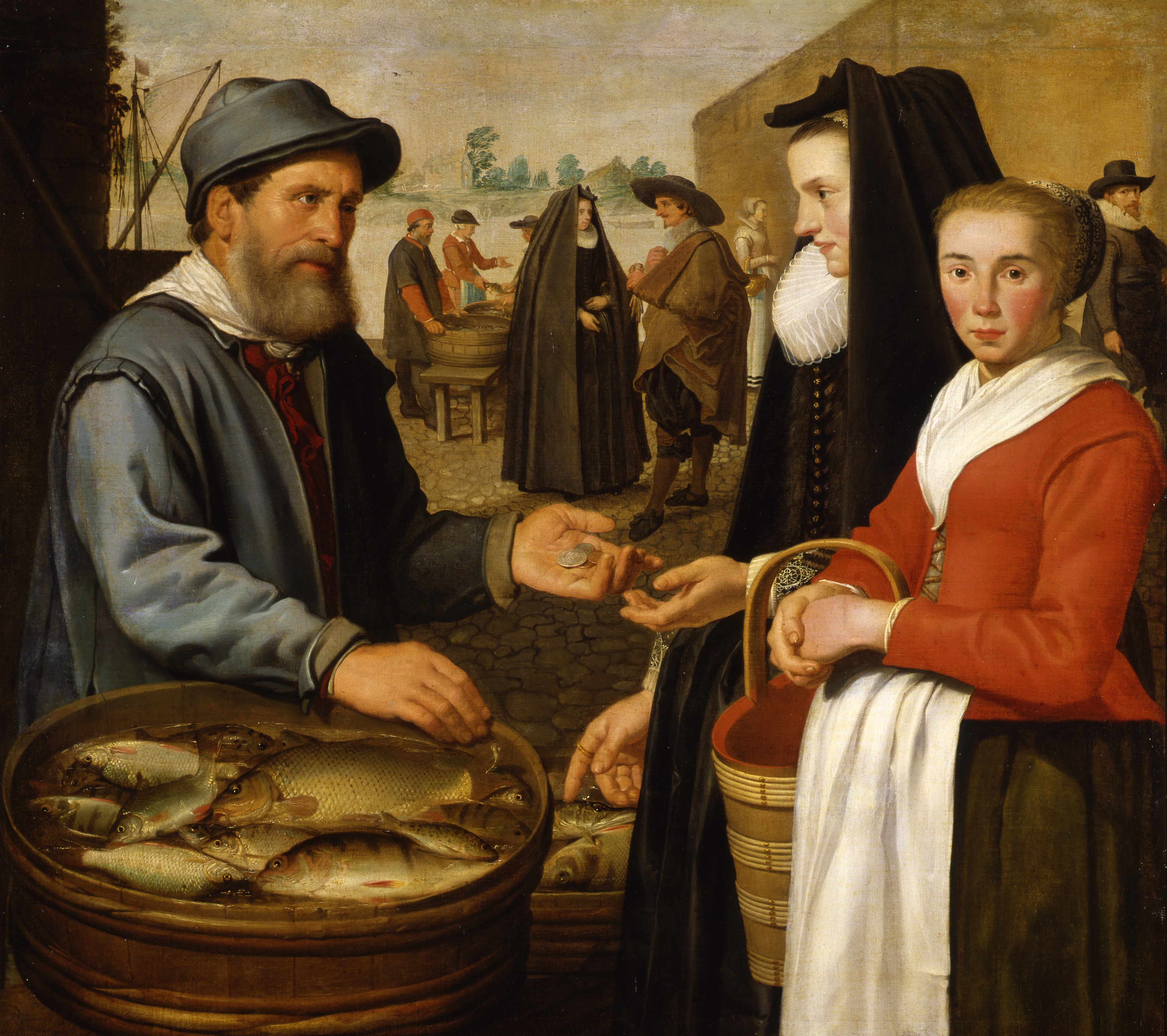
市場で魚を買う女性と女中 (1627)、ドルトレヒト美術館蔵

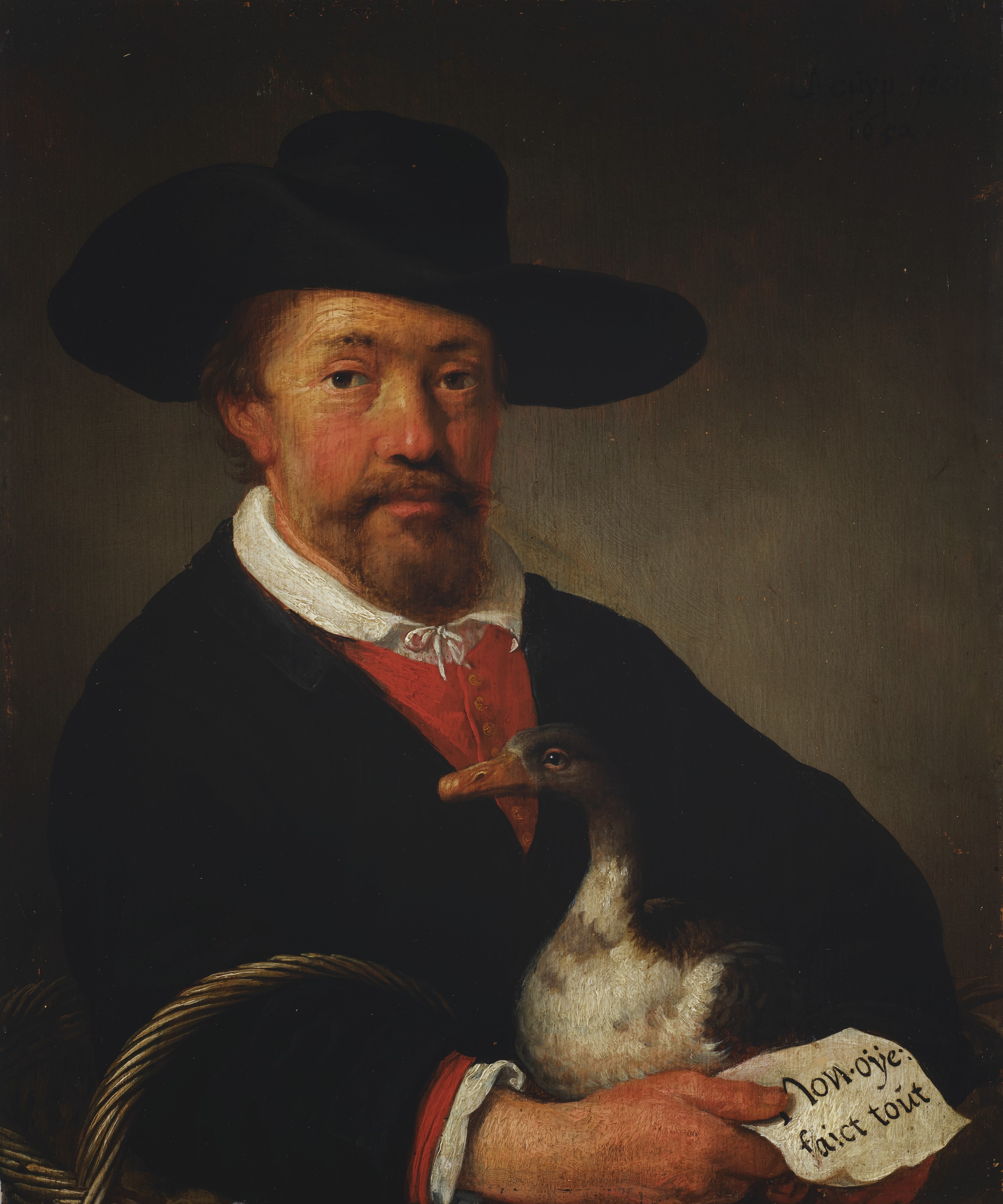
鵞鳥を抱えた男の肖像画
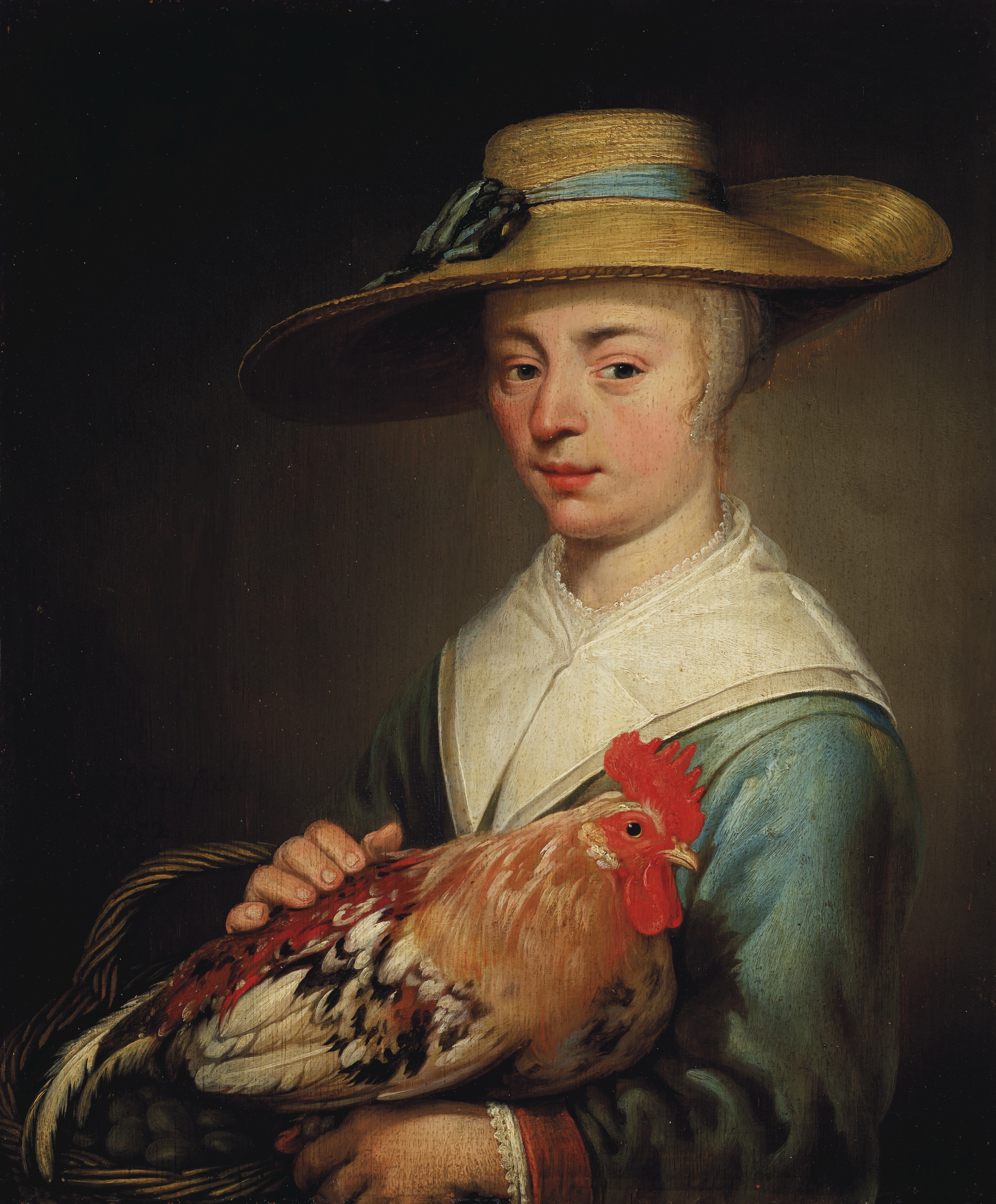
鶏を抱えた若い女性の肖像画
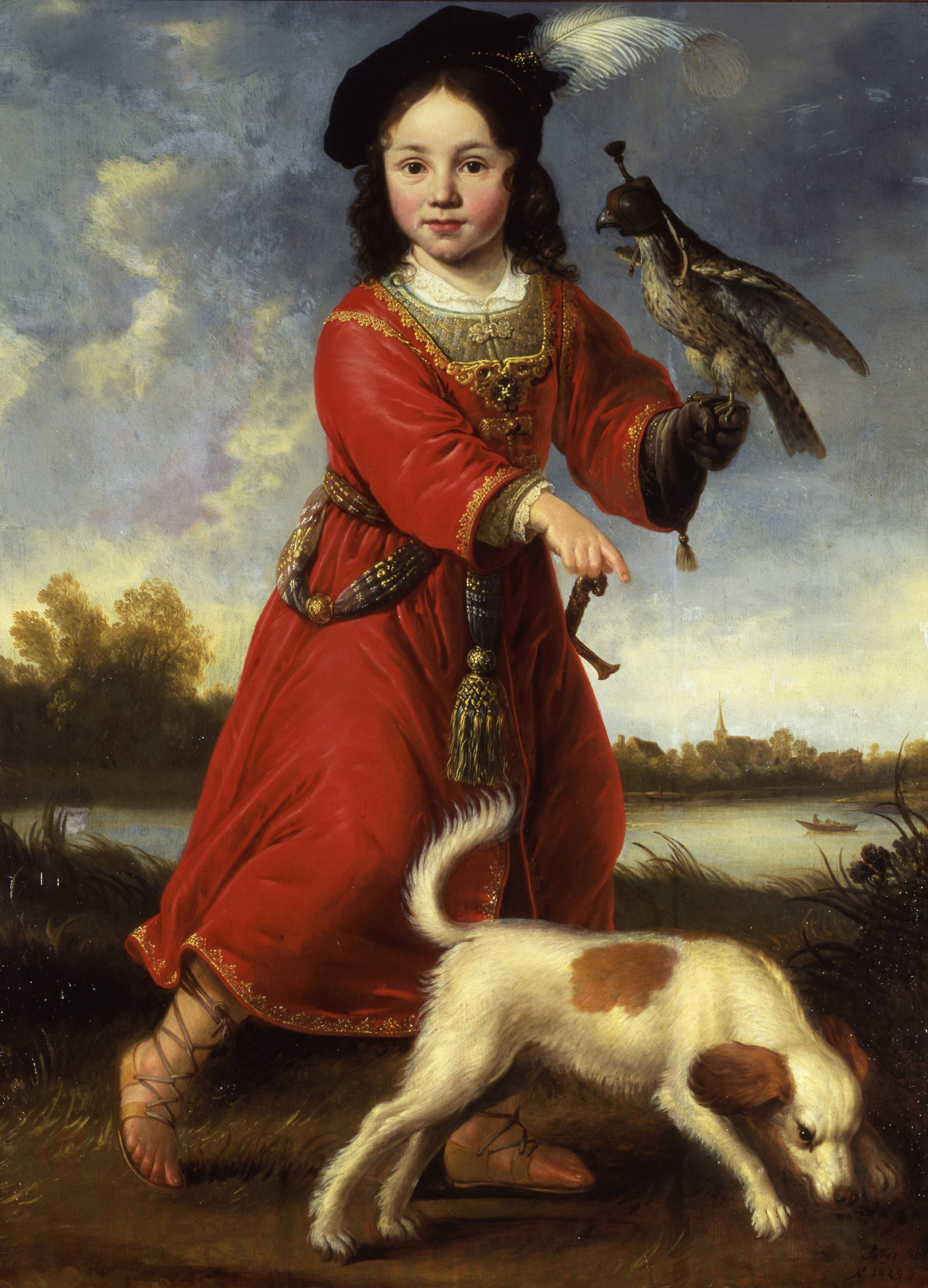
Portrait of Michiel Pompe van Slingelandt (1643-1685)
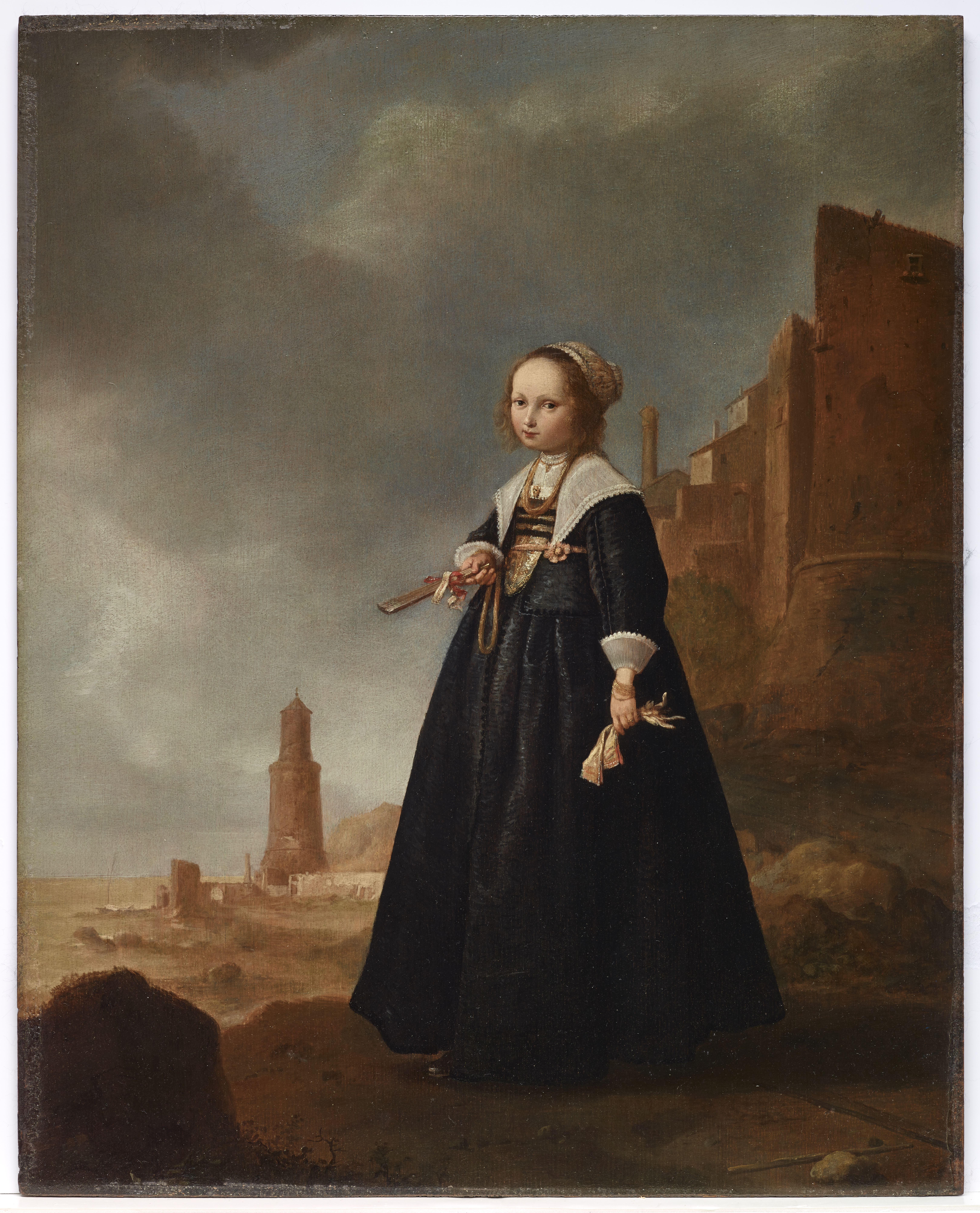
朝の散歩、ダラス美術館蔵